# Mathieu Unternährer
Mathieu Unternährer (* 17. Juni 1991) ist ein ehemaliger italienisch-schweizerischer Unihockeyspieler.

## Karriere

### Verein
Unternährer begann seine Karriere beim UHC Biel-Seeland.
2014 wechselte Unternährer ins Tessin zu Ticino Unihockey. Im Kader der Tessiner spielte er ein Jahr. Nach Ablauf der Saison gab der Verein den Abgang des Bielers bekannt.
Die Saison 2015/16 nahm Unternährer mit Unihockey Mittelland in der Nationalliga B in Angriff.
Im Mai 2016 verkündete GC den Transfer des Romands. Er unterschrieb einen Vertrag über ein Jahr mit Option auf eine weitere. Diese Option wurde am Ende der Saison gezogen. Damit verlängert sich der Vertrag Unternährers um ein Jahr, gleichzeitig wurde erneut eine Vertragsoption eingebaut.
2020 beendete Unternährer sein Karriere.

### Nationalmannschaft
Da Unternährer im Besitz der italienischen Staatsbürgerschaft ist, spielt er für die italienische Nationalmannschaft. Mit dieser nahm er an den Weltmeisterschaftsqualifikationen 2016 und 2018 teil, bei welchen sich seine Mannschaft nicht qualifizieren konnte.